# Alkahest
L'alkalhest (Alchahest chez Paracelse, et d'autres orthographes sont utilisées suivant les auteurs) est une hypothétique substance alchimique. Le mot, inventé par Paracelse pour désigner une mystérieuse médecine pour le foie, fut repris par Jean-Baptiste van Helmont qui en fait le dissolvant universel capable de ramener tout corps à sa matière première (la materia prima des alchimistes). Malgré des propriétés paradoxales (dissolvant toute matière il ne peut être contenu dans aucun récipient), le concept connaîtra une fortune importante chez les chimistes/alchimistes de la seconde moitié du XVIIe jusqu'au début du XVIIIe siècle.

## Chez Paracelse et dans les lexiques paracelsiens
Le terme Alchahest apparaît une seule fois dans l'œuvre de Paracelse, qui ne s'intéressait qu'à l'aspect médicinal des produits alchimiques, et ne croyait pas à la transmutation des métaux. Il se trouve dans un petit traité inachevé, le De viribus membrorum (1526-1527), qui présente les médicaments pour les différents organes du corps humain :

« Il y a encore la liqueur Alchahest, qui possède grandes force et efficacité pour conserver et renforcer le foie, ainsi que pour préserver de l'hydropisie sous toutes ses formes qui proviennent des vices du foie. On l'obtient ainsi : il se dissout à partir de la coagulation, et il se coagule à nouveau en forme transmutée, comme le montre le processus de coagulation et de dissolution. Alors en effet s'il l'emporte sur son semblable, c'est un remède pour le foie supérieur à tous les remèdes. Et même si le foie est déjà démoli et détruit, il tient lui-même le rôle du foie, pas autrement que si celui-ci n'avait jamais été démoli et détruit. Il s'ensuit que quiconque fera œvre de médecine devra travailler avec le plus grand soin à apprendre la préparation de l’Alchahest, parce qu'il éloigne les nombreuses maladies qui proviennent du foie. »

Paracelse, pour marquer sa volonté de rupture avec les médecine traditionnelle galiénique et aristotélicienne, forgea de nombreux néologismes. Lorsque ses idées et ses ouvrages se répandirent dans la seconde moitié du XVIIe siècle (le « renouveau paracelsien »), ses disciples composèrent des lexiques. Le premier à définir l'alkahest est Michael Toxites en 1574, qui le définit comme « du mercure préparé pour le foie », en le rapprochant d'un mysterium mercurii lui aussi présenté par Paracelse comme un médicament pour le foie. Cette définition fut reprise en 1578 par le paracelsien français Roch le Baillif, et en 1583 par le belge Gérard Dorn, et se retrouva finalement dans le dictionnaire mis en annexe de l'édition latine des œuvres de Paracelse, Paracelsi opera omnia (1658).
De son côté Martin Ruland (1532-1602), médecin de l'empereur Rodolphe II, propose deux définitions en jouant sur les orthographes Alcahest et Alchahest, le premier étant le mercure préparé, et le second la médecine pour le foie.

## L'alkahest comme dissolvant universel
Jean-Baptiste Van Helmont reprend la notion de Paracelse mais lui donne un sens plus précis. Il sert à réduire tous les corps en leur matière première.

« D. Qu'est-ce que l'Alkaest ?

R. C'est un Menstrue, ou Dissolvant universel qu'on peut appeler d'un seul mot eau de feu : c'est un être simple et immortel, qui pénètre toutes choses et les résout en leur première matière liquide : rien ne peut résister à sa vertu ; il agit sans réaction de la chose sur laquelle il agit, et ne souffre que son semblable, qui seul le met sous le joug. Après qu'il a dissous toute autre chose, il demeure tout entier à sa première nature, et n'a pas moins de vertu après avoir servi mille fois, qu'il en avait en sa première action.

D. Quelle est sa substance ?

R. Sa substance est un excellent Sel circulé, préparé d'une manière admirable jusqu'à ce qu'il réponde aux désirs d'un subtil Artiste. Car il ne faut pas s'imaginer que ce soit un Sel corporel, tel que, rendu liquide par une simple disso-lution : mais bien un esprit salin que la chaleur ne saurait épaissir par l'évaporation de son humidité : la substance étant spirituelle, uniforme, volatile à une petite chaleur, et ne laissant rien après son évaporation. Ce n'est point un esprit acide ni alcalisé, mais un esprit salin. »

### Textes alchimiques
- Paracelse, De viribus membrorum (1526-1527), in Opera omnia (1658) t. I p. 352 ; Werke t. III, p. 13-28.
- George Starkey (Eyrénée Philalèthe) (1628-1665), The secret of the immortal liquor called alkhalest or ignis-aqua by Eirenaeus Philalethes. en ligne sur sacred-texts.com- traduit en français: Le Secret de la liqueur immortelle, ou de l'Alkahest, appelé Eau ignée, communiqué par Eiressée Philalethe, à un de ses amis, enfant de l'art et alors philosophe. Par demandes et réponses. A Londres, 1683. Traduction de l'anglois

### Études
- Bernard Joly, L'alkahest, dissolvant universel ou quand la théorie rend pensable une pratique impossible, Revue d'histoire des sciences, 1996, vol. 49, no 2-3, p. 147-344 résumé en ligne
- P.A. Porto: "Summus atque felicissimus salium": The Medical Relevance of the liquor Alkahest. Bulletin of the History of Medicine 76(1), S. 1 - 29 (2002) sommaire